# Portrait de femme (Modigliani)
Pour les articles homonymes, voir Portrait de femme.
Portrait de femme, Le Col marin ou Fille du peuple est un tableau réalisé par le peintre italien Amedeo Modigliani en 1918. Cette huile sur toile est le portrait en buste d'une jeune femme devant un fond bleu-vert, la composition laissant en outre apparaître dans son coin inférieur droit une partie de la tête d'un nourrisson qu'elle tient sans doute dans ses bras, ce qui rapproche l'œuvre de La Bohémienne, conservée à la National Gallery of Art, à Washington, aux États-Unis. Passé entre les mains de Léopold Zborowski, le Portrait de femme est quant à lui conservé depuis 1966 au musée d'Art de Denver, à Denver, dans le Colorado.

La Bohémienne, 1919 – National Gallery of Art, Washington.